# Жупанија Браила
Браила (рум. Judeţul Brăila) је округ у републици Румунији, у њеном југоисточном делу. Управно средиште округа је истоимени град, а битан је и град Јанка.

## Положај
Округ Браила је унутардржавни округ у Румунији. Округ окружују следећи окрузи:
- ка северу: Галац (округ)
- ка истоку: Тулча (округ)
- ка југоистоку: Констанца (округ)
- ка југу: Јаломица (округ)
- ка западу: Бузау (округ)
- ка северозападу: Вранча (округ)

## Природни услови
Округ Браила је у Влашкој и то у њеној ужој покрајини Мунтенији. Округ обухвата источно приобаље Дунава у Влашкој низији, који овај део Румуније одваја од Добруџе. То је и најсушнији део низије, познат као Бараганска стрепа. Са севера округ одваја река Сирет од румунске Молдавије. Округ има потпуно равничарски карактер.

## Становништво
Браила спада у округе Румуније са претежним румунским становништвом и по последњем попису из 2002. г. Румуни чине чак 98% окружног становништва, а остатак су углавном Роми и Руси Староверци.